# Croydon (Queensland)
Croydon is een plaats in de Australische deelstaat Queensland en telt 255 inwoners (2006).